# Utricularia vulgaris
La lentibularia (Utricularia vulgaris)  es una especie de planta con flor  perenne, acuática, de la  familia de las lentibulariáceas.

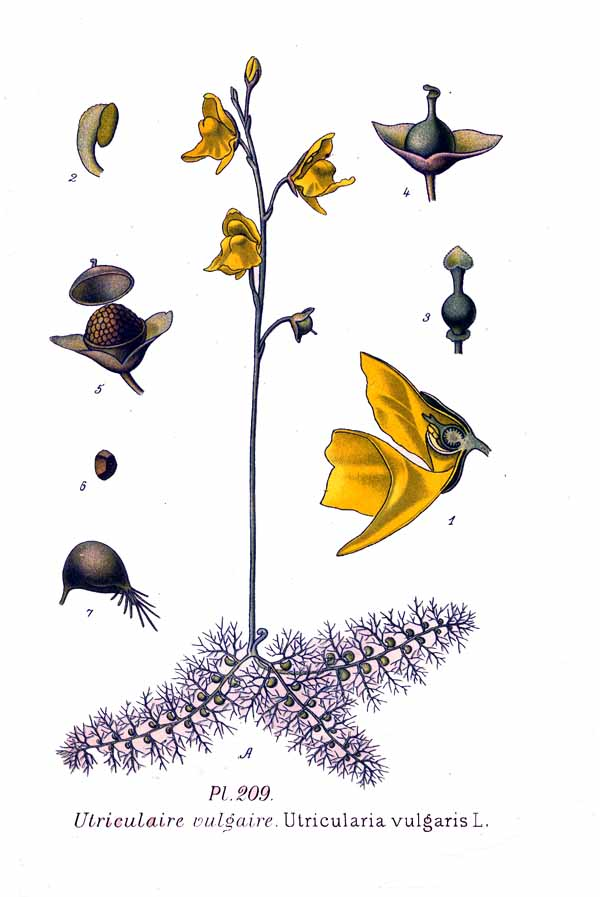
Ilustración

## Descripción
Perenne acuática flotante o sumergida con tallos delgados de hasta un metro de longitud. Hojas bilobuladas desde la base, lóbulos ovados, divididos en segmentos filiformes con utrículos pequeños que atrapan animales diminutos. Flores amarillo oscuro, de 12-18 mm, que brotan en un tallo erecto y afilo por encima del agua. Corola con labio superior aproximadamente igual de largo que la base del labio inferior; espolón ampliamente cónico en la base, con ápice estrecho. Florece a final de primavera y en verano.

## Distribución
Toda Europa, excepto Islandia, Turquía y Portugal. Vive en aguas quietas.

## Taxonomía
Utricularia vulgaris fue descrita  por Carlos Linneo  y publicado en Species Plantarum 1: 18. 1753.
Etimología
Utricularia: nombre genérico que deriva de la palabra latina utriculus, lo que significa "pequeña botella o frasco de cuero".
vulgaris: epíteto latín que significa «común».
Sinonimia
- Lentibularia major Gilib.
- Lentibularia vulgaris (L.) Moench
- Utricularia × biseriata H. Lindb.
- Utricularia major Cariot & St.-Lég.
- Utricularia officinalis Thornton
- Utricularia vulgaris var. typica J. Meister	[5]

subsp. macrorhiza (Leconte) R.T.Clausen
- Lentibularia vulgaris var. americana (A. Gray) Nieuwl. & Lunell
- Megozipa macrorhiza (Leconte) Raf.
- Utricularia grandiflora M. Martens
- Utricularia intermedia var. robbinsii Alph. Wood
- Utricularia macrorhiza Leconte ex Torr.
- Utricularia robbinsii (Alph. Wood) Alph. Wood
- Utricularia vulgaris var. americana A. Gray